# Chorten Nyima
Der Chorten Nyima (früher Dodang Nyima) ist ein Berg im östlichen Hauptkamm des Himalaya an der Grenze zwischen Sikkim in Indien und Tibet in China.
Der Chorten Nyima hat eine Höhe von 6927 m und bildet die höchste Erhebung der Chorten-Nyima-Gruppe. Er liegt 8,66 km nordnordöstlich des Jongsang Ri. An seiner Südflanke strömt der Nördliche Lhonakgletscher in östlicher Richtung.
Der Chorten Nyima wurde von der internationalen Himalaya-Expedition 1930 unter der Leitung von Günter Dyhrenfurth am 10. Juni erstbestiegen.